# チャイルドバッグ
チャイルドバッグとは、自動車搭乗中に乳幼児をチャイルドシート等に座らせず、親や祖父母など近親者の膝などに座らせるか、抱きかかえられている状態を言う。
この状態で自動車事故にあうと乳幼児はエアバッグのように近親者のクッション代わりとなり押しつぶされて死傷してしまうが、近親者は軽傷であることから、「チャイルド」と「エアバッグ」からなる造語である。
チャイルドエアバッグと呼ばれる場合もある。
抱きかかえられているのが乳幼児でなくペットの犬の場合は、ドッグバッグと呼ばれる。